# Batara à gorge noire
Frederickena viridis
Espèce
Statut de conservation UICN

 LC  : Préoccupation mineure
Le Batara à gorge noire (Frederickena viridis) est une espèce de passereaux de la famille des Thamnophilidae.

## Répartition

Aire de répartition de Frederickena viridis.

Cet oiseau se rencontre au Brésil, au Guyana, en Guyane, au Suriname et au Venezuela.

## Classification
Le nom valide complet (avec auteur) de ce taxon est Frederickena viridis (Vieillot, 1816).
L'espèce a été initialement classée dans le genre Thamnophilus sous le protonyme Thamnophilus viridis Vieillot, 1816.
Ce taxon porte en français le nom vernaculaire ou normalisé suivant : Batara à gorge noire,.
Frederickena viridis a pour synonyme :
- Thamnophilus viridis Vieillot, 1816